# Congresso del Karabakh
Il Congresso del Karabakh fu l'organo assembleare che esercitò i suoi poteri nel Nagorno Karabakh tra il 1918 ed il 1920 allorché la regione venne sovietizzata.
Il Congresso eleggeva il Consiglio del Karabakh ed esercitava un controllo sull'attività esecutiva di questo, riservandosi comunque di decidere sulle questioni più importanti in campo economico e politico.
L'ambito territoriale del governo del Consiglio comprendeva la regione del Karabakh montuoso (corrispondente grossomodo al successivo Oblast Autonomo del Nagorno Karabakh) e una parte dell'Artsakh del Nord (distretto di Gandzak).
Il primo Congresso si tenne il 22 luglio 1918 e diede vita al primo Consiglio del Karabakh.

## Elenco dei Congressi
- Primo Congresso (22 luglio 1918): viene proclamata l'indipendenza della regione ed eletto il primo Consiglio del Karabakh.
- Secondo Congresso (6 settembre 1918): il Congresso respinge l'ultimatum dell'Azerbaigian che nel frattempo aveva chiesto aiuto alla Turchia.
- Terzo Congresso (17 settembre 1918): vengono nuovamente respinte le richieste turco azere.
- Quarto Congresso (19 febbraio 1919): il governo azero, per tramite del governatore Bek Sultanov, lancia un nuovo ultimatum per il riconoscimento della sovranità di Baku che il Congresso respinge.
- Quinto Congresso (23 aprile 1919): rinnovata la reiezione.
- Sesto Congresso (1919): il Congresso valuta i rischi di un probabile scontro armato con gli azeri ed il 13 agosto viene raggiunto un accordo di provvisoria sovranità dell'Azerbaigian sino alla definizione degli accordi internazionali di pace.
- Settimo Congresso
- Ottavo Congresso (23 febbraio 1920): la mancata osservanza da parte azera degli accordi dell'agosto precedente porta il Congresso a rinnovare fermamente il principio di autodeterminazione.
- Nono Congresso (1920): proclama l'Artsakh parte essenziale dell'Armenia
- Decimo Congresso (26 maggio 1920): dichiara la sovietizzazione della regione, crea un Comitato Rivoluzionario guidato da Sako Hambartsumian ed accoglie la richiesta del soviet azero di abolire ogni confine.